# Synchiropus kuiteri
Synchiropus kuiteri és una espècie de peix de la família dels cal·lionímids i de l'ordre dels perciformes.

## Morfologia
- Els mascles poden assolir 15 cm de longitud total.[5][6]

## Hàbitat
És un peix marí, de clima tropical i demersal que viu entre 3-15 m de fondària.

## Distribució geogràfica
Es troba a Indonèsia.

## Observacions
És inofensiu per als humans.